# Cataulacus granulatus
Cataulacus granulatus é uma espécie de formiga do gênero Cataulacus, pertencente à subfamília Myrmicinae.